# Ébrié Lagunen
Ébrié lagunen er en lagune på Atlanterhavskysten i Elfenbenskysten i Vestafrika.

## Beskrivelse
Den ligger på kysten i den østlige del af landet af samme navn. Den har siden 1950 været forbundet med Guineabugten  via Vridi-kanalen, som opgraderede havnen i Abidjan til en dybhavshavn. Den får vand fra floderne Agnébi, Mé og Comoéfloden.
Byerne i Abidjan-byområdet, som er forbundet med en jernbane og to vejbroer, ligger på begge sider af Ébrié Lagunen. Byerne Bingerville, Jacqueville, Tiagba og Grand-Bassam ligger også ved lagunen, hvor sidstnævntes gamle by strækker sig over landstriben mellem lagunen og havet .Lagunen krydses af fire broer.